# Top 4000
De Top 4000 is een hitlijst die vanaf 2005 ieder jaar in december wordt uitgezonden op Radio 10. De lijst duurt drie weken en is te horen van begin december (de laatste jaren vanaf 4 december) tot kerstavond. In 2023 startte de lijst echter twee weken eerder en eindigt deze op 22 december, twee dagen voor kerstavond. In 2024 startte de lijst een week eerder en eindigt deze op kerstavond. Luisteraars stellen de Top 4000 zelf samen, door via de website of app van Radio 10 te stemmen op hun vijftien favoriete nummers ooit gemaakt. Dit kan vanaf half november. De Top 4000 staat ook bekend als de grootste hitlijst aller tijden en bevat de meest uiteenlopende nummers, van grote popklassiekers tot vergeten hits en zogenaamde guilty pleasures, hits waar men zich vandaag de dag bijna voor schaamt. 

## Achtergrond
In de achttien edities tussen 2005 en 2022 werd Bohemian Rhapsody van Queen maar liefst zestien keer verkozen tot grootste hit aller tijden. De andere artiesten die bovenaan de hitlijst eindigden waren John Miles met Music (2007), Robbie Williams met Angels (2008) en Michael Jackson met Billie Jean (2009). In 2018 en 2019 werd de top 10 tot een aantal dagen voor de ontknoping geheimgehouden en konden luisteraars tot die tijd raden welke nummers de top 10 vormden.
In 2019 vond voor het eerst de Top 4000 Popquiz plaats in het Flint Theater in Amersfoort. Vijfhonderd muziekliefhebbers gingen daar de strijd tegen elkaar in zeven verschillende rondes. De avond werd gepresenteerd door Gerard Ekdom, Jeroen Nieuwenhuize en Rob van Someren. In 2020 en 2021 werd deze quiz vanwege de coronacrisis niet in het Flint Theater gehouden, maar digitaal, via internet. Luisteraars konden zich aanmelden via de site van Radio 10 vanaf half november tot begin december en konden de quiz dan thuis via internet spelen. Deze werd live gestreamd via de site van Radio 10.
Jaarlijks verschijnt een cd-box van de Top 4000 in de winkels, met daarop de beste hits uit de lijst. Deze wordt onder andere verkocht door Blokker en Kruidvat.
Sinds 2020 is tijdens de uitzending van de Top 4000 een Top 4000-quiz te zien bij SBS6. Deze quiz werd in 2020 en 2021 op alle zaterdagavonden van de Top 4000 uitgezonden. In 2022 werd dit vervangen door de laatste week van de Top 4000. In plaats van op de zaterdagavonden wordt de quiz dan in deze week van maandagavond t/m vrijdagavond uitgezonden. In 2023 wordt de quiz weer wekelijks uitgezonden, alleen wordt hij in tegenstelling tot 2020 en 2021 niet op de zaterdagavonden, maar op de zondagavonden van de Top 4000 uitgezonden. De quiz wordt gepresenteerd door Gerard Ekdom vanuit een luxe chalet. Twee duo's van BN'ers spelen een bordspel dat is gebaseerd op de Top 4000 waarbij ze in verschillende rondes, waarin hun kennis van de Top 4000 wordt getest, zetten kunnen verdienen. Het duo dat als eerste de finish haalt, heeft gewonnen. Van deze quiz werd op 1. 8 en 15 mei 2021 ook een Songfestival-versie uitgezonden in de aanloop naar het Eurovisiesongfestival van dat jaar. In deze versie werd hetzelfde bordspel gespeeld met vragen over songfestival-klassiekers. Vanaf 2024 wordt de quiz gepresenteerd door Johnny de Mol omdat Gerard Ekdom dat jaar maar Radio Veronica verhuisde en daarom ook moest stoppen met zijn TV-werkzaamheden voor Talpa. De quiz wordt in 2024 net als in 2020 en 2021 uitgezonden op de zaterdagavonden van de Top 4000.
In 2023 werd de lijst voor het eerst afgetrapt met "Top 4000 in concert", een concert waarbij bekende artiesten hits uit de Top 4000 zongen. Dit concert vond op 24 november 2023 plaats in de De Vorstin in Hilversum.

## Edities

### 2005
De Top 4000 werd in het leven geroepen ter gelegenheid van het veertigjarig bestaan van de Nederlandse Top 40. De marathonuitzending van deze hitlijst behaalde het Guinness Book of Records. In de uitzending werd een prijs van €4000,- weggegeven en werden exemplaren van de nieuwste editie van het Hitdossier verloot.
Luisteraars konden voor deze eerste editie stemmen van 4 april t/m 25 november via Top4000.nl en Radio10gold.nl. Uiteindelijk kregen Bohemian Rhapsody van Queen (#1), Child In Time van Deep Purple (#2) en Paradise By The Dashboard Light van Meat Loaf (#3) de meeste stemmen. De lijst was te horen van 6 december tot 24 december van 07.00 tot 23.00 uur, met op kerstavond tot 18.00 uur de top 3.
In dit eerste jaar van de lijst was er dagelijks een belangrijke rol weggelegd voor alle Top 40-persoonlijkheden die ooit de Top 40 hadden gepresenteerd. Dagelijks schoof tussen 12.00 en 14.00 uur een van deze presentatoren achter de microfoon.
- 06-12: Erik de Zwart
- 07-12: Tim Immers
- 08-12: Jeroen van Inkel
- 09-12: Willem van Kooten
- 12-12: Tom Mulder
- 13-12: Wessel van Diepen
- 14-12: Jan van Veen
- 15-12: Gijs Staverman
- 16-12: Bart Ettekoven
- 19-12: Tim Immers
- 20-12: Willem van Kooten
- 21-12: Jeroen Nieuwenhuize
- 22-12: Lex Harding
- 23-12: Erik de Zwart

### 2006
Van 23 oktober tot 1 december konden Radio 10-luisteraars stemmen voor de tweede editie van de Top 4000. De uiteindelijke lijst was van 11 t/m 31 december dagelijks te horen tussen 07.00 en 23.00 uur.
De top 100 van de lijst werd geheimgehouden tot oudjaarsdag. Net als het jaar ervoor eindigde Bohemian Rhapsody van Queen op de eerste plaats in de grootste hitlijst aller tijden. Paradise By The Dashboard Light van Meatloaf en Hotel California van Eagles volgden op plaats twee en drie.
Gedurende de Top 4000 ontving radio-dj Peter Holland elke dag tussen 12.00 en 13.00 uur speciale gasten, onder wie Hennie Huisman, Marco Borsato en Jack Spijkerman.

### 2007
De derde editie van de Top 4000 was te horen van 8 tot en met 31 december 19.00 uur. Dagelijks was de lijst te horen tussen 07.00 en 23.00 uur op Radio 10 Gold. Iedere dag was rond 12.00 uur daarnaast een speciale Top 4000-mix te horen.
In de derde editie moest Queens Bohemian Rhapsody het doen met een bronzen medaille: John Miles stootte de regerend nummer één van de troon met zijn nummer Music. Eagles bleven de nummer twee met Hotel California.
Dit jaar waren er verschillende gastpresentatoren te horen tijdens de Top 4000. Onder anderen Erik de Zwart, Ron Brandsteder, Jeroen Latijnhouwers, Wilma Nanninga, Wolter Kroes en Sylvana Simons kropen dagelijks tussen 10.00 en 11.00 uur achter de microfoon van de zender.

### 2008
Op 23 oktober 2008 openden de stembussen voor de vierde Top 4000. Tot 30 november konden luisteraars stemmen op hun favoriete hits aller tijden. Uiteindelijk eindigden Angels van Robbie Williams, Music van John Miles en Dancing Queen van ABBA op plaats één, twee en drie in de lijst. In de Top 4000 van 2008 stonden in totaal 62 nieuwe platen.
De lijst was dit jaar te horen van maandag 8 t/m woensdag 31 december 19.00 uur. Net als het jaar ervoor werd de Top 4000 uitgezonden van 07.00 tot 23.00 uur en schoven er verschillende bekende gasten aan. Dj’s werden tussen 10.00 en 11.00 uur bijgestaan door verschillende BN’ers, onder wie Henkjan Smits, Guus Meeuwis, Albert Verlinde, Lucille Werner en Frits Barend.

### 2009
Luisteraars konden t/m vrijdag 4 december stemmen op hun favoriete hits voor de Top 4000 van 2009. Van maandag 7 december t/m donderdag 31 december waren de platen met de meeste stemmen te horen in de grootste hitlijst aller tijden op Radio 10 Gold. Dagelijks was de lijst te horen van 07.00 tot 21.00, met uitzondering van de kerstdagen, waarop een kerstprogramma werd uitgezonden.
De top 3 in de Top 4000 van 2009 bestond uit Michael Jackson met Billie Jean (#1), Bohemian Rhapsody van Queen (#2) en Hotel California van Eagles (#3).
Patricia Paay en Patty Brard kropen tijdens de Top 4000 even in de rol van sidekick. Andere bekende gastpresentatoren waren Nada van Nie, Toine van Peperstraten en Gordon.

### 2010
Maandag 6 december om 06.00 uur startte de Top 4000 op Radio 10 Gold. De lijst, die elk jaar weer door luisteraars wordt samengesteld, trapte dit keer af met Wild Cherry’s Play That Funky Music op nummer 4000. Tot en met vrijdag 31 december was de lijst te horen, met iedere werkdag tussen 10.00 en 11.00 uur een gastpresentator
De eerste BN’er die tijdens de Top 4000 achter de microfoon schoof was René Froger. Samen met René Verkerk presenteerde hij de lijst. Naast Froger kwamen onder meer Johan Derksen, Edvard Niessing en Edsilia Rombley langs in de Radio 10 Gold-studio om te praten over hun favoriete hits uit de Top 4000.
Bohemian Rhapsody van Queen, Hotel California van Eagles en Paradise By The Dashboard Light vormden de top 3 van deze zesde editie van de grootste hitlijst aller tijden.

### 2011
De Top 4000 was van 6 december t/m 31 december 2011 te horen op Radio 10 Gold. Dit jaar sloegen de zender en Stichting Save The Children, een stichting die hulp biedt aan kinderen over de hele wereld, de handen ineen.
Dagelijks was de lijst tussen 06.00 en 19.00 te horen op de radio. Op Eerste en Tweede Kerstdag werd een speciaal kerstprogramma uitgezonden. De Top 4000 werd op oudjaarsavond afgesloten met Dancing Queen van ABBA op de derde plaats en de doorgewinterde nummer twee en één: Hotel California van Eagles en Bohemian Rhapsody van Queen.

### 2012
In 2012 was stemmen op verschillende hits mogelijk voor de Top 4000 van 17 t/m 28 november via Top4000.nl. Uiteindelijk kregen Bohemian Rhapsody van Queen en Hotel California van Eagles opnieuw de meeste stemmen: deze hits eindigden op plaats één en twee in de lijst. Child In Time van Deep Purple keerde na zeven jaar terug in de top drie en eindigde op de derde plaats.
De complete lijst werd van donderdag 6 december t/m maandag 31 december uitgezonden op Radio 10 Gold. De langste hitlijst van de Nederlandse radio was dagelijks van 06.00 tot 19.00 uur te horen, waarbij de gevestigde dj’s hulp kregen van bekende gastpresentatoren. Tijdens de kerstdagen was, net als voorgaande jaren, een speciaal kerstprogramma te horen. Vanaf 27 december werd verder afgeteld naar nummer één.

### 2013
De Top 4000 van 2013 was de eerste editie die op FM te horen was.
Tussen 17 oktober en 28 november 2013 brachten duizenden luisteraars hun stem uit op hits uit meer dan 45 jaar Top 40 via de website van Radio 10. Op vrijdag 29 november om 06.00 uur werd de grootste hitlijst aller tijden afgetrapt met Don’t Take Away The Music van Tavares op nummer 4000. René Verkerk opende de lijst met vier uitverkoren luisteraars.
Op 24 december om iets voor 17.00 uur kwam de lijst tot een climax met de top drie: Angels  van Robbie Williams (#3), Billie Jean van Michael Jackson (#2) en de regerend kampioen Bohemian Rhapsody van Queen (#1).
Ook dit jaar schoven verschillende bekende Nederlanders achter de microfoon in de Radio 10-studio. Tussen 12.00 en 13.00 uur kwamen onder anderen René Froger, Frits Sissing, Lois Lane, Van Velzen en Robert ten Brink langs om René Verkerk bij te staan.

### 2014
Op 1 december om 07.00 uur startte de tiende editie van de Top 4000. Vanwege het speciale jubileum kwamen de eerste dag tien bijzondere gasten langs, onder wie Nance, Bridget Maasland, Angela Groothuizen en Alberto Stegeman. De bekende Nederlanders vertelden verhalen bij hun favoriete Top 4000-hits, blikten terug op het afgelopen jaar en keken vooruit naar 2015.
De lijst was dagelijks te horen van 07.00 tot 21.00 uur en werd afgesloten op woensdag 24 december om 17.00 uur. De top drie bestond dit jaar uit Bohemian Rhapsody van Queen (#1), Angels van Robbie Williams (#2) en Billie Jean van Michael Jackson (#3). Bohemian Rhapsody stond voor zevende keer op de eerste plaats in de Top 4000.

### 2015
Op 9 oktober openden verschillende vrienden van Radio 10 de stembussen voor de Top 4000. Onder meer Jeroen Latijnhouwers, Humberto Tan en Guus Meeuwis kwamen langs bij radio-dj Tim Klijn om de eerste stemmen uit te brengen. Dit gebeurde in een echt stemhokje tijdens ochtendshow Tim in de Morgen. Tot en met 20 november konden ook luisteraars stemmen op hun favoriete popklassiekers via www.radio10.nl en zo kans maken op de hoofdprijs van €4000,-.
De grootste hitlijst aller tijden van 2015 was van 30 november tot en met 24 december te horen op Radio 10. Queen, Eagles en Michael Jackson vormden de top drie met hun hits Bohemian Rhapsody (#1), Hotel California (#2) en Billie Jean (#3).

### 2016
Van woensdag 30 november tot en met zaterdag 24 december was de Top 4000 te horen op Radio 10 tussen 06.00 en 21.00 uur. De lijst werd daarnaast herhaald van 21.00 tot 06.00 uur.
Prince maakte in 2016, zijn sterfjaar, voor het eerst zijn intrede in de top 3. Zijn hit Purple Rain eindigde achter Hotel California en Bohemian Rhapsody in de grootste hitlijst aller tijden.

### 2017
Radio 10 zond van 4 tot en met 24 december voor de dertiende keer de Top 4000 uit, iedere dag tussen 06.00 en 00.00 uur.
De top drie bestond uit Bohemian Rhapsody van Queen, Hotel California van Eagles en Thriller van Michael Jackson. Het meesterwerk van Queen stond in 2017 voor de tiende keer op de eerste plaats in de Top 4000.

### 2018
Vanaf 5 t/m 26 november konden luisteraars stemmen op hun tien favoriete hits aller tijden. Stemmen kon via de website van Radio 10. Dit jaar werd de top 10 voor het eerst sinds 2014 niet direct bekendgemaakt bij de start van de hitlijst. De tien hits met de meeste stemmen werden bekendgemaakt in een willekeurige volgorde, waarna luisteraars via de Radio 10-website of -app de nummers in de juiste volgorde konden zetten. Deelnemers die de volgorde goed wisten te raden, maakten kans op een jaar gratis Pathé Unlimited.
De Top 4000 werd op maandag 3 december letterlijk afgetrapt door Marco Borsato in De Kuip. Hij ontving als meest genoteerde Nederlandse artiest ook de eerste Top 4000 Award uit handen van Gerard Ekdom. Dochters stond op de 20e positie en was daarmee de hoogste van Borsato’s 25 noteringen.
De top 10 werd op donderdag 20 december bekendgemaakt op Radio 10. Opnieuw eindigde Queen bovenaan de Top 4000 met Bohemian Rhapsody. Hotel California van de Eagles en Billie Jean van Michael Jackson volgden op de tweede en derde plaats. De ontknoping van de Top 4000 was te horen op 23 december tussen 20.00 en 21.00 uur.

### 2019
In 2019 was de vijftiende editie van de Top 4000 te horen op Radio 10. Van 4 t/m 25 november konden luisteraars stemmen op hun tien favoriete hits ooit gemaakt door te kiezen uit nummers uit de stemlijst en door eigen keuzes toe te voegen. Stemmen kon voor het eerst ook op de gratis Radio 10-app. Eén gelukkige stemmer won €4000,- met zijn of haar stemlijst.
Ook dit jaar stond Bohemian Rhapsody van Queen op nummer 1. Daarna volgden Hotel California van de Eagles en Africa van Toto. Danny Vera was de grote verrassing in de lijst. Met zijn hit Roller Coaster werd hij de hoogste nieuwe binnenkomer in de Top 4000 ooit én de hoogst genoteerde Nederlandse artiest van 2019. Radio 10 dj’s Gerard Ekdom en Jeroen Nieuwenhuize verrasten de Zeeuwse zanger in het programma Veronica Inside met twee Top 4000 Awards voor deze prestatie.
Michael Jackson was in de Top 4000 van 2019 de meest genoteerde artiest. Met hits van de Jackson en de Jackson 5 meegerekend, stond hij maar liefst 47 keer in de lijst. De Beatles en Madonna volgden hem met 41 en 24 noteringen.
De Top 4000 was in 2019 tot kerstavond om 19.00 uur te horen op Radio 10. Ook was er een bijzonder gast-dj te horen. Van 16 t/m 20 december nam Edwin Evers namelijk plaats in de Radio 10-studio om tussen 14.00 en 16.00 uur de Top 4000 te presenteren. ‘Ik heb wel iets met een hitlijst waarin zo’n beetje alle gave pophits van de afgelopen vijftig jaar te horen zijn’, zei Evers voorafgaand in Ekdom in de Morgen.
Voorafgaand aan de lijst vond op 15 november 2019 de eerste Top 4000 Popquiz plaats. Vijfhonderd muziekliefhebbers deden mee aan deze quiz, die bestond uit zeven verschillende rondes. De presentatie was in handen van Gerard Ekdom, Jeroen Nieuwenhuize en Rob van Someren.

### 2020
In 2020 was de Top 4000 voor het eerst On Demand te beluisteren op Radio 10. Dit vanwege de coronacrisis. Van maandag 13 t/m vrijdag 17 april konden luisteraars via de website en gratis Radio 10-app hun favoriete Top 4000-hit aanvragen. Elk nummer uit de lijst werd maar één keer gedraaid. De nieuwe lijst werd zoals gebruikelijk tussen 4 en 24 december uitgezonden.

### 2021
Ook dit jaar werd er weer een Top 4000 uitgezonden tussen 4 en 24 december. Dit keer werd er niks geheim gehouden. De gehele lijst, inclusief de Top 10 werd op 3 december bekendgemaakt.

## Overzicht per jaar
| Jaar / positie | 1                           | 2                                         | 3                                         |
| -------------- | --------------------------- | ----------------------------------------- | ----------------------------------------- |
| 2005           | Bohemian Rhapsody Queen     | Child in Time Deep Purple                 | Paradise by the Dashboard Light Meat Loaf |
| 2006           | Bohemian Rhapsody Queen     | Paradise by the Dashboard Light Meat Loaf | Hotel California Eagles                   |
| 2007           | Music John Miles            | Paradise by the Dashboard Light Meat Loaf | Hotel California Eagles                   |
| 2008           | Angels Robbie Williams      | Music John Miles                          | Dancing Queen ABBA                        |
| 2009           | Billie Jean Michael Jackson | Bohemian Rhapsody Queen                   | Hotel California Eagles                   |
| 2010           | Bohemian Rhapsody Queen     | Hotel California Eagles                   | Paradise by the Dashboard Light Meat Loaf |
| 2011           | Bohemian Rhapsody Queen     | Hotel California Eagles                   | Dancing Queen ABBA                        |
| 2012           | Bohemian Rhapsody Queen     | Hotel California Eagles                   | Child in Time Deep Purple                 |
| 2013           | Bohemian Rhapsody Queen     | Billie Jean Michael Jackson               | Angels Robbie Williams                    |
| 2014           | Bohemian Rhapsody Queen     | Angels Robbie Williams                    | Billie Jean Michael Jackson               |
| 2015           | Bohemian Rhapsody Queen     | Hotel California Eagles                   | Billie Jean Michael Jackson               |
| 2016           | Bohemian Rhapsody Queen     | Hotel California Eagles                   | Purple Rain Prince                        |
| 2017           | Bohemian Rhapsody Queen     | Hotel California Eagles                   | Thriller Michael Jackson                  |
| 2018           | Bohemian Rhapsody Queen     | Hotel California Eagles                   | Billie Jean Michael Jackson               |
| 2019           | Bohemian Rhapsody Queen     | Hotel California Eagles                   | Africa Toto                               |
| 2020           | Bohemian Rhapsody Queen     | Roller Coaster Danny Vera                 | Hotel California Eagles                   |
| 2021           | Bohemian Rhapsody Queen     | Roller Coaster Danny Vera                 | Hotel California Eagles                   |
| 2022           | Bohemian Rhapsody Queen     | Hotel California Eagles                   | Roller Coaster Danny Vera                 |
| 2023           | Bohemian Rhapsody Queen     | Hotel California Eagles                   | Roller Coaster Danny Vera                 |
| 2024           | Bohemian Rhapsody Queen     | Hotel California Eagles                   | Roller Coaster Danny Vera                 |